# Barigo
Barigo is een Frans historisch merk van motorfietsen.
Het was gevestigd in Thouars.
Halverwege de jaren zeventig vroeg een vriend van de Franse motorcrossser Patrick Barigault hem een frame te maken voor zijn Bultaco. Toen Barigault het frame gemaakt had wekte dit de interesse van een groothandelaar, die een aantal frames bestelde voor 350cc-Honda's.
In 1976 leverde Barigault onder de naam "Barigo" zijn eerste serie frames. Zo werden motorfietsen met Honda (Barigo HB) en Yamaha (Barigo YB) geproduceerd. Na een gunstig testverslag in het Franse blad "Moto Verte" kwam de productie pas goed op gang. Met het ook op een aanbesteding voor het Franse leger ging Barigault in 1984 samenwerken met de Ateliers de Construction Siccardi. In 1986 werd deze samenwerking weer beëindigd.
Er werden successen behaald in de rally Parijs-Dakar en diverse Supermotard-wedstrijden.
In 1992 werd het bedrijfje overgenomen door de machinefabriek Perrotin Automation. Sindsdien worden er naast terreinmachines en supermotards ook straatmodellen gebouwd. De Barigo’s vielen op door hun zeer vooruitstrevende en gewaagde design. Er werd gebruikgemaakt van Rotax-motorblokken. In 1997 eindigde de productie